# Таишевский завод
Таишевский (Каза́нский) медеплави́льный заво́д — металлургический завод, действовавший в Казанском уезде с 1743 до 1851 года. Завод дал начало городу Кукмор.

## История

### XVIII век
К концу 1730-х годов Анцубский медеплавильный завод, принадлежавший братьям Семёну и Петру Иноземцевым, испытывал трудности из-за истощения рудников и маловодности заводского пруда. Иноземцевы приняли решение о строительстве в 5 верстах от Анцубского нового медеплавильного завода на реке Таишевке. Земля под строительство была арендована у ясачных татар. Указ Генерал-берг-директориума с разрешением на строительство был подписан 21 июля 1741 года.
Строительство продолжалось в течение 1741—1743 годов, часть оборудования и материалов перевозилась с закрывшегося Анцубского завода. Иноземцевы не стали сооружать новую плотину, а для обеспечения завода водой построили отводной канал от реки Таишевки, в котором установили водяные колёса. Первая плавка меди состоялась 16 сентября 1743 года.
В 1743 году Таишевский завод выплавил 227 пудов меди, в 1748 году — 1200 пудов. Товарная медь поступала в казну, в том числе на Аннинский монетный двор. По данным 1745 года, в составе завода действовали 4 медеплавильных печи, 1 гармахерский горн, 24 печи обжига руды и вспомогательное оборудование. В середине 1740-х годов руда поставлялась с 6 рудников, находившихся на расстоянии от 7 до 12 вёрст от завода.
После смерти С. Е. Иноземцева в 1751 году между его наследниками начались долгие имущественные споры. В итоге Таишевский завод перешёл в собственность его сына Асафа (Иосафа) и брата П. Е. Иноземцева. С этого периода на Таишевский завод для перечистки стала поступать черновая медь с Иштеряковского завода, находившегося на расстоянии в 220 вёрст. В 1754 году была построена пятая медеплавильная печь. В начале 1750-х годов средняя себестоимость пуда таишевской меди составляла 4 рубля 50 копеек.
В 1760 году Таишевский и Иштеряковский заводы в 7 печах суммарно выплавили 2420 пудов меди. В 1772 году при заводе числились 546 приписных крестьян и 139 вольнонаёмных работников.
Во время Крестьянской войны Таишевский завод простаивал с 1773 до 1774 года. Около 70 заводских крестьян присоединилось к повстанцам. В 1775 году производство было восстановлено, за этот года было выплавлено 3236 пудов меди. По состоянию на 1774 год в составе завода действовали 5 медеплавильных печей, 2 кузнечных горна, гармахерский и штыковой горны и 14 обжигальных горнов. Штат завода состоял их 338 крепостных мастеровых и работных людей.
К концу XVIII века парк оборудования Таишевского завода состоял из 5 медеплавильных печей, гармахерского и штыкового горнов. На предприятии работали 449 мастеровых и крепостных крестьян. Также на некоторых работах привлекались вольнонаёмные рабочие. В 1796 году завод перешёл в собственность многочисленных наследников И. С. Иноземцева, что обусловило сложности в управлении, финансовые трудности и снижение объёмов производства. В 1791 году было произведено 1349 пудов меди, в 1794 году — 136 пудов, в 1796 году — 895 пудов, в 1798 году — 138 пудов. В целом за 1783—1795 годы Таишевский завод выплавил 26,3 тыс. пудов меди. Средняя годовая производительность завода в этот период составляла более 2 тыс. пудов меди. В 1790—1795 годах этот показатель снизился до 0,9—1,3 тыс. пудов. В 1797 году завод не действовал.

### XIX век
В начале XIX века объёмы производства также имели значительные колебания от года к году. В 1809 году на Таишевском заводе числились 2 медеплавильный печи и 203 крепостных рабочих. В 1811 году было выплавлено 2061 пудов меди, в 1815 году — только 55 пудов.
В 1826 году Таишевский завод был продан И. М. Ярцову. Новый владелец сумел наладить производство, в 1827 году завод выплавил 3137 пудов меди. В дальнейшем из-за истощения рудников объёмы производства вновь стали снижаться. В 1835 году при заводе числились 455 душ мужского пола и 596 душ женского пола. В 1843 году из-за долгов Ярцова Таишевский завод был передан в казённое управление.
В 1851 году завод перешёл во владение наследниц И. М. Ярцова Е. И. Николаевой и О. И. Берг. В этом же году предприятие было уничтожено сильным пожаром. Владельцы не нашли средств для восстановления производства, и завод был закрыт.
За 108 лет работы Таишевский завод совместно с Иштеряковским выплавил 222 тыс. пудов меди.
9 октября 1853 года единственная владелица Таишевского и Иштеряковского заводов О. И. Берг продала свои имения с недействующими заводами тайному советнику Ивану Кириловичу Рашету.

## Петропавловская церковь в Кукморе
В 1765 году на средства владельцев Таишевского медеплавильного завода Асафа (Иосафа) Иноземцева и его дяди П. Н. Иноземцева в поселении при заводе была построена деревянная Петропавловская церковь. Её прихожанами были заводские рабочие. В XIX века она пришла в полную ветхость и ей на смену была построена каменная Петропавловская церковь, строительство которой было завершено (1844) на средства нового владельца Таишевского медеплавильного завода И. М. Ярцова (эта церковь была разрушена в 1932 году).